# Calliphora mogii
Calliphora mogii este o specie de muște din genul Calliphora, familia Calliphoridae, descrisă de Hiromu Kurahashi și Selomo în anul 1998. Conform Catalogue of Life specia Calliphora mogii nu are subspecii cunoscute.